# Krwawnik wełnisty
Krwawnik wełnisty (Achillea tomentosa L.) – gatunek rośliny wieloletniej z rodziny astrowatych. Rośnie dziko w Europie (Szwajcaria, Chorwacja, Włochy, Francja, Hiszpania, Anglia, Norwegia, Irlandia i Czechy). Jest uprawiany w wielu krajach świata.

## Morfologia

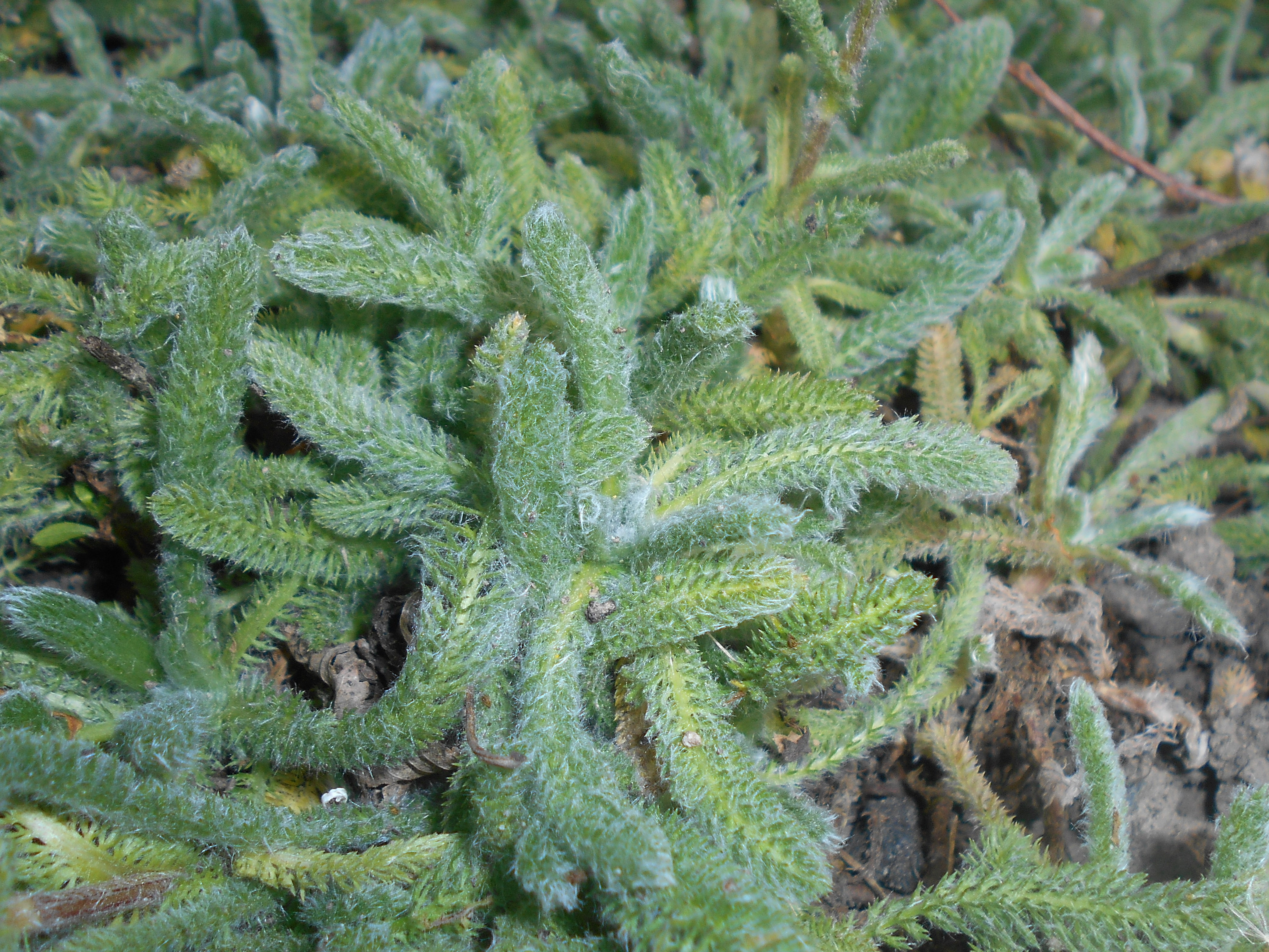
Liście

PokrójBylina tworząca gęste kępy o wysokości około 40 cm. Pod ziemią posiada kłącze.
ŁodygaProsta, zazwyczaj nierozgałęziona.
LiścieUlistnienie skrętoległe, liście srebrzystozielone, pierzaste, o aromatycznym zapachu, gęsto pokryte włoskami.
KwiatyDrobne, żółte, zebrane na szczycie łodygi w baldachogrono o średnicy ok. 5 cm. Kwitnie od czerwca do lipca.
OwoceDrobne niełupki. Jest rośliną miododajną.

## Zastosowanie i uprawa
Roślina ozdobna uprawiana na rabatach. Ma ozdobne kwiatostany, ale ozdobne są również jej pokryte kutnerem pędy i liście. Nadaje się na kwietniki i na kwiat cięty, a także do ogrody skalnego. Zasuszone kwiaty długo utrzymują swoją barwę. Może rosnąć na glebach jałowych, piaszczystych lub kamienistych, preferuje miejsca suche i słoneczne. Rozmnaża się przez siew nasion wprost do gruntu, przez podział bryły korzeniowej lub przez sadzonki. Zalecany odstęp między sadzonkami 35 cm. Zimą wytrzymuje temperatury do -230C. Po przekwitnięciu należy usuwać kwiatostany. Pędy można zostawić na zimę, ale wiosną należy je silnie przyciąć. W ogrodzie za pomocą kłączy szybko się rozrasta i może zagłuszyć inne rośliny, należy więc kontrolować rozrastanie. Po 3-4 latach uprawy należy roślinę wykopać i odmłodzić, gdyż jej kłącza i korzenie nadmiernie się zagęszczą.